# Mike Snoei
Mike Snoei (* 4. prosince 1963, Rotterdam, Nizozemsko) je bývalý nizozemský fotbalový obránce a mládežnický reprezentant. Celou hráčskou kariéru strávil ve třech klubech z Rotterdamu: Feyenoord, Excelsior Rotterdam a Sparta Rotterdam. Po jejím ukončení se stal fotbalovým trenérem, mimo Nizozemsko koučoval kluby mj. v Kataru, Řecku, Číně, Indii.

## Klubová kariéra
V Nizozemsku působil v klubech Feyenoord (1981–1982), Excelsior Rotterdam (1982–1988) a Sparta Rotterdam (1988–1993). Jak vidno, celou svou hráčskou kariéru strávil v rotterdamských týmech. V létě 1993 byl nucen ve věku 29 let ukončit kariéru kvůli zdravotním problémům s kolenem (přetržené vazy).

## Reprezentační kariéra
Zúčastnil se Mistrovství světa hráčů do 20 let 1983 v Mexiku, kde byli mladí Nizozemci vyřazeni ve čtvrtfinále svými vrstevníky z Argentiny (prohra 1:2).